# Associação de Futebol de Aveiro
A Associação de Futebol de Aveiro (AFA) é o organismo, filiado à Federação Portuguesa de Futebol (FPF), que tutela as competições, clubes e atletas do Distrito de Aveiro.

## História
A AFA foi fundada em 22 de Setembro de 1924, por iniciativa de um grupo de ilustres dirigentes liderados por Mário Duarte (pai) e a sua história nunca sofreu qualquer interrupção, o mesmo acontecendo com o Campeonato Distrital de 1ª Divisão.
Importa, realçar os primeiros clubes que corporizaram o organismo máximo do Futebol Aveirense, embora alguns deles tenham decidido enveredar por outros caminhos.
A AFA foi fundada, originalmente, pela organização dos seguintes clubes desportivos:
- Associação Desportiva Ovarense
- Associação Desportiva Sanjoanense
- Clube dos Galitos (Aveiro)
- Fogueirese Foot Ball Clube
- Paços Brandão Foot Ball Clube
- Sociedade Recreio Artístico (Aveiro)
- Sport Clube Anadia
- Sport Clube Beira-Mar
- Sporting Clube Bustelo
- Sporting Clube Espinho
- Sporting Clube Oliveirense
- União Desportiva Oliveirense
- Fiães Sport Clube

A primeira reunião formal da Direcção realizou-se em 14 de Novembro de 1924. Nesta época apenas foram aceites cinco Clubes no Primeiro Campeonato Distrital de 1ªs Categorias, sagrando-se Campeão o Sporting Clube de Espinho.

## Competições AF de Aveiro
| Season  | Campeonato de Elite | 1ª Divisão         | 2ª Divisão            | Taça        | Supertaça         |
| ------- | ------------------- | ------------------ | --------------------- | ----------- | ----------------- |
| 2024/25 |                     |                    |                       |             |                   |
| 2023/24 | União Lamas         | Vista Alegre       | Beira-Mar             | Estarreja   | União Lamas       |
| 2022/23 | Florgrade           | JuveForce          | São Roque             | União Lamas | União Lamas       |
| 2021/22 | Beira-Mar           | AD Valonguense     | Relâmpago Nogueirense | Beira-Mar   | Beira-Mar         |
| 2020/21 | Alvarenga           | Florgrade          | Macieira Cambra       |             |                   |
| 2019/20 | Cancelado           | Cancelado          | Cancelado             | Cancelado   |                   |
| 2018/19 | Beira-Mar           | Oliveira do Bairro | Pinheirense           | S. João Ver |                   |
| 2017/18 | Lusitânia Lourosa   | Oliveira Bairro    | CR Antes              | Beira-Mar   | Lusitânia Lourosa |

| Season  | Campeonato de Elite | 2ª Divisão            | Taça            | Supertaça         |
| ------- | ------------------- | --------------------- | --------------- | ----------------- |
| 2016/17 | Sp. Espinho         | Ovarense              | Esmoriz         | Sp. Espinho       |
| 2015/16 | Águeda              | Alvarenga             | Águeda          | Águeda            |
| 2014/15 | SC Bustelo          | Paços Brandão         | Águeda          | Águeda            |
| 2013/14 | AD Sanjoanense      | Fermentelos           | Águeda          | AD Sanjoanense    |
| 2012/13 | Lusitânia Lourosa   | Esmoriz               | AD Sanjoanense  | Lusitânia Lourosa |
| 2011/12 | Estarreja           | Mansores              | Estarreja       | Estarreja         |
| 2010/11 | AD Sanjoanense      | Macinhatense          | Estarreja       | AD Sanjoanense    |
| 2009/10 | SC Alba             | Carregosense          | Estarreja       | SC Alba           |
| 2008/09 | Cesarense           | São Roque             | Sp. Bustelo     | Sp. Bustelo       |
| 2007/08 | Águeda              | Sp. Bustelo           | Cesarense       | Águeda            |
| 2006/07 | FC Arouca           | Borralha              | Sp. Bustelo     |                   |
| 2005/06 | Águeda              | LAAC                  | Carregosense    |                   |
| 2004/05 | Lusitânia Lourosa   | Mealhada              | Paços Brandão   |                   |
| 2003/04 | Avanca              | Pessegueirense        | AD Valonguense  |                   |
| 2002/03 | FC Arouca           | Sp. Paivense          | AD Valonguense  |                   |
| 2001/02 | Fiães               | Sanguêdo              | Oiã             |                   |
| 2000/01 | Milheiroense        | Soutense              | Canedo FC       |                   |
| 1999/00 | Gafanha             | Real Nogueirense      | AD Valonguense  |                   |
| 1998/99 | Lobão               | Pinheirense           | Gafanha         |                   |
| 1997/98 | Valecambrense       | NEGE                  | Rio Meão        |                   |
| 1996/97 | Oliveira Bairro     | Canedo FC             | UD Mourisquense |                   |
| 1995/96 | Esmoriz             | Pampilhosa            | Mealhada        |                   |
| 1994/95 | Lobão               | Arada                 | Valecambrense   |                   |
| 1993/94 | S. João Ver         | S. Vicente Pereira    | Gafanha         |                   |
| 1992/93 | São Roque           | Milheiroense          | Valecambrense   |                   |
| 1991/92 | Esmoriz             | Canedo FC             | Carregosense    |                   |
| 1990/91 | Sanguêdo            | NEGE                  | Pinheirense     |                   |
| 1989/90 | Fiães               | Carregosense          | Avanca          |                   |
| 1988/89 | AD Sanjoanense      | Cortegaça             | Paços Brandão   |                   |
| 1987/88 | Valecambrense       | AD Sanjoanense        |                 |                   |
| 1986/87 | Não se realizou     | FC Arouca             |                 |                   |
| 1985/86 | Sp. Paivense        | São Roque             |                 |                   |
| 1984/85 | Cesarense           | Oiã                   |                 |                   |
| 1983/84 | Atlético Cucujães   | CD Tarei              |                 |                   |
| 1982/83 | Cesarense           | Pinheirense           |                 |                   |
| 1981/82 | Esmoriz             | Lobão                 |                 |                   |
| 1980/81 | Ovarense            | Relâmpago Nogueirense |                 |                   |
| 1979/80 | Estarreja           | FC Arouca             |                 |                   |
| 1978/79 | Esmoriz             | AD Valonguense        |                 |                   |
| 1977/78 | Avanca              | Milheiroense          |                 |                   |
| 1976/77 | SC Bustelo          | Pampilhosa            |                 |                   |
| 1975/76 | Valecambrense       | Pinheirense           |                 |                   |
| 1974/75 | Arrifanense         | Fiães                 |                 |                   |
| 1973/74 | Águeda              | S. João Ver           |                 |                   |
| 1972/73 | Atlético Cucujães   | Cesarense             |                 |                   |
| 1971/72 | Paços Brandão       | Cesarense             |                 |                   |
| 1970/71 | Ovarense            | Macinhatense          |                 |                   |
| 1969/70 | Anadia FC           | SC Fermentelos        |                 |                   |
| 1968/69 | SC Alba             | Mealhada              |                 |                   |
| 1967/68 | CD Feirense         | Atlético Cucujães     |                 |                   |
| 1966/67 | Águeda              | SC Bustelo            |                 |                   |
| 1965/66 | CD Feirense         | Lusitânia Lourosa     |                 |                   |
| 1964/65 | Lusitânia Lourosa   | Oliveira Bairro       |                 |                   |
| 1963/64 | Lusitânia Lourosa   | S. João Ver           |                 |                   |
| 1962/63 | União Lamas         | Valecambrense         |                 |                   |
| 1961/62 | Lusitânia Lourosa   | SC Alba               |                 |                   |
| 1960/61 | Sp. Espinho         | Estarreja             |                 |                   |
| 1959/60 | CD Feirense         | União Lamas           |                 |                   |
| 1958/59 | Beira-Mar           | Atlético Cucujães     |                 |                   |
| 1957/58 | UD Oliveirense      | Cesarense             |                 |                   |
| 1956/57 | UD Oliveirense      | Atlético Cucujães     |                 |                   |
| 1955/56 | Beira-Mar           | Estarreja             |                 |                   |
| 1954/55 | Ovarense            | Atlético Cucujães     |                 |                   |
| 1953/54 | União Lamas         | Mealhada              |                 |                   |
| 1952/53 | AD Sanjoanense      |                       |                 |                   |
| 1951/52 | UD Oliveirense      |                       |                 |                   |
| 1950/51 | Sp. Espinho         |                       |                 |                   |
| 1949/50 | Ovarense            |                       |                 |                   |
| 1948/49 | Beira-Mar           |                       |                 |                   |
| 1947/48 | Sp. Espinho         |                       |                 |                   |

## Clubes nos escalões nacionais
Na época 2024–25, a Associação de Futebol de Aveiro tinha os seguintes representantes nos campeonatos nacionais:
- Na Primeira Liga: FC Arouca
- Na Segunda Liga: CD Feirene e UD Oliveirense
- Na Liga 3: Lusitânia de Lourosa, AD Sanjoanense, S. João de Ver e Anadia FC
- No Campeonato de Portugal:
  - Série A: Beira-Mar e União de Lamas

## Competições
A Associação de Futebol de Aveiro organiza os Campeonatos Distritais de Futebol e Futsal, Masculinos e Femininos para todos os escalões etários: Seniores, Juniores, Juvenis, Iniciados, Infantis, Benjamins e Traquinas.